# Ackerville (Alabama)
Ackerville es una comunidad no incorporada del Condado de Wilcox, Alabama, Estados Unidos.  Ackerville tiene un sitio incluido en el Registro Nacional de Lugares Históricos, el Ackerville Baptist Church of Christ.

## Geografía
Ackerville está situado en 32°01′48″N 87°03′58″O / 32.030, -87.066 y tiene una elevación de 285 pies (87 m).